# Unfair: The Movie
Unfair: The Movie (アンフェア) est un film japonais réalisé par Yoshinori Kobayashi, sorti en 2007. 
Film d'action  dans le genre de Piège de cristal, ce film est la suite du drama policier Unfair sorti en 2006, avec toujours Ryoko Shinohara dans le rôle principal.

## Fiche technique
- Titre original :
- Titre international : Unfair: The Movie
- Réalisation : Yoshinori Kobayashi
- Dates de sortie : 
  -  Japon : 17 mars 2007

## Distribution
- Ryoko Shinohara :  Natsumi Yukihira
- Kippei Shiina : Kuniaki Goto
- Hiroki Narimiya : Toda
- Sadao Abe : Yuji Kokubo
- Mari Hamada : Anna Hasumi
- Rosa Kato : Hiroko
- Mion Mukaichi : Mio
- Masaya Kato : Kaoru Mikami
- Ren Osugi : assistant du directeur Irie
- Susumu Terajima : Tetsuo Yamazaki
- Yosuke Eguchi : Jin Saiki